# Remo (fratello di Romolo)

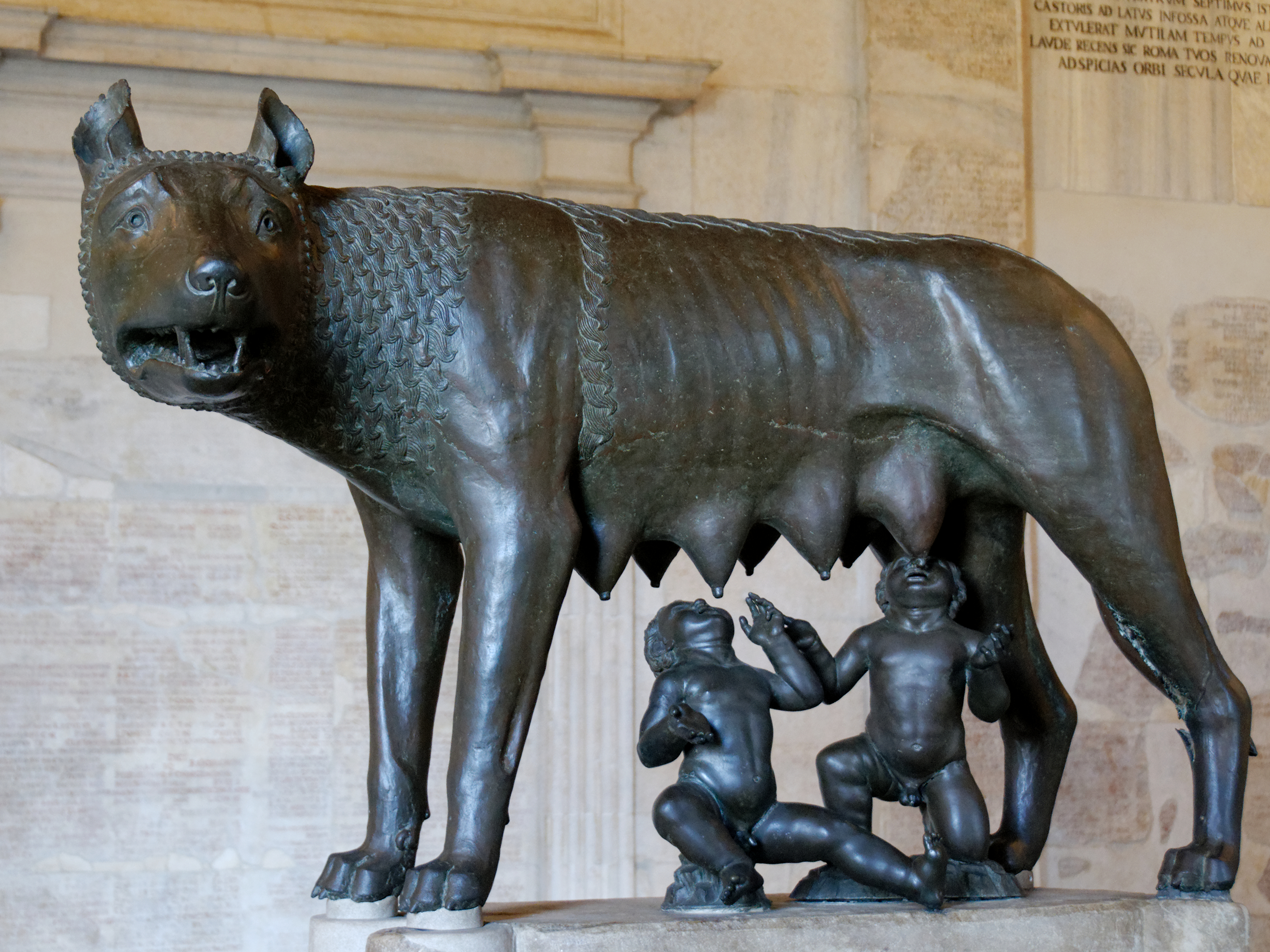
La Lupa capitolina allattante Romolo e Remo

Remo (in latino Remus; Alba Longa, 24 marzo 771 a.C. – Roma antica, 21 aprile 753 a.C.) è, nella mitologia romana, uno dei due figli di Rea Silvia e del dio Marte, fratello gemello di Romolo fondatore di Roma.

## Mito
Il suo nome rievocava quello del condottiero rutulo che venne decapitato nel sonno da Niso durante la guerra fra italici e troiani.
Sarebbe stato padre di due maschi, Senio e Ascanio, leggendari fondatori della città di Siena.
Secondo la leggenda più nota, per aver varcato in armi il confine sacro di Roma fu ucciso da Romolo e sepolto sull'Aventino. In un'altra versione ad assassinarlo sarebbe invece stato il capo del corpo di guardia di Romolo, Celere.
Per espiare l'uccisione di Remo, Romolo istituì i Lemuria.
Secondo Gaetano De Sanctis "la figura di Remo è scialba ed oscura", e il nome potrebbe essere legato a Remuria, una località non ben identificata, o alla dea Remurina.

## Nella cultura di massa
- Nel film di Matteo Rovere Il primo re (2019), una reinterpretazione del mito della fondazione di Roma, Remo, interpretato da Alessandro Borghi, è il vero protagonista della storia.[3]